# Кусков, Виктор Дмитриевич
Куско́в Ви́ктор Дми́триевич (2 ноября 1924, д. Перелоги, Тверская губерния — 25 сентября 1983, Ленинград) — моторист торпедного катера 1-го гвардейского дивизиона торпедных катеров 1-й бригады торпедных катеров Краснознамённого Балтийского флота, Герой Советского Союза.

## Биография
В Вооружённых Силах СССР с 1942 года. Член КПСС с 1954 года. После призыва на военную службу был пулемётчиком в 18-м стрелковом батальоне МВО. В 1943 году окончил электромеханическую школу Учебного отряда Северного флота (СФ) по специальности моториста торпедного катера и был направлен в 1-й дивизион 1-й бригады торпедных катеров КБФ, который позже в феврале 1944 года получил почётное звание «Гвардейский», где и прослужил до сентября 1945 года.
После Великой Отечественной войны В. Д. Кусков с отличием окончил Ленинградское высшее военно-морское политическое училище имени А. А. Жданова, служил в Вооружённых Силах Союза до 1955 года.
Уволен в запас в звании старшего лейтенанта.
Жил и работал в городе Пушкин Ленинградского горсовета, ныне администрации Санкт-Петербурга.
Скончался 25 сентября 1983 года. Похоронен в городе Пушкин на Казанском кладбище.

## Подвиг
За время участия в боевых действиях В. Д. Кусков был награждён орденом Красной Звезды и медалями «За отвагу» и «За боевые заслуги». В первый же год участия в боях моторист В. Д. Кусков 42 раза выходил в море на минные постановки у баз противника, на поиск и уничтожение его кораблей. Во время одной из атак кораблей противника нашими торпедными катерами прямым попаданием вражеского снаряда был разбит левый мотор и повреждён маслопровод правого мотора катера. Несмотря на то, что В. Д. Кусков был контужен, он добрался до мотора, голыми руками зажал повреждённое место маслопровода, получил сильные ожоги руки, но предотвратил утечку. Благодаря героическому поступку моториста катер выполнил поставленную задачу. В бою 1 июля 1944 года торпедный катер № 43 был сильно повреждён. В машинном отделении возник пожар. В. Д. Кусков был тяжело ранен, но продолжал стоять на боевом посту. Когда на спасение катера не осталось надежды, команде было приказано покинуть корабль. В. Д. Кусков вместе с главным старшиной Г. И. Матюхиным приняли меры для спасения двух раненых офицеров. Они надели на них свои спасательные пояса и спустились с офицерами за борт. Истекая кровью, В. Д. Кусков поддерживал своего командира лейтенанта М. Н. Хренова в течение двух часов, пока не подошли наши катера. В. Д. Кускова доставили в госпиталь с тремя тяжёлыми ранениями и сильными ожогами лица и рук.
За участие в потоплении трёх кораблей противника, отвагу и героизм указом Президиума Верховного Совета СССР от 22 июля 1944 года гвардии старшему краснофлотцу В. Д. Кускову было присвоено звание Героя Советского Союза, вручены медаль «Золотая Звезда» и орден Ленина.
Выйдя из госпиталя, В. Д. Кусков принимал участие в боевой деятельности 1-й Краснознамённой ордена Нахимова бригады торпедных катеров КБФ.

## Награды
- Медаль «Золотая Звезда» (1944)[2];
- орден Ленина (1944);
- орден Красной Звезды (1944)[3];
- орден Отечественной войны 2 степени;
- медаль «За отвагу» (1943)[4];
- медаль «За боевые заслуги» (1944)[5].
- медаль «За оборону Ленинграда» (1943)[3];

## Память
- Имя Героя Советского Союза увековечено на мемориале «Воинам-катерникам» в Севастопольской гавани, город Балтийск.
- В 2016 году Сосновский судостроительный завод спустил на воду лоцмейстерское судно проекта BLV04 «Виктор Кусков».